# Java Naming and Directory Interface
Java Naming and Directory Interface (JNDI) ist eine Programmierschnittstelle (API) innerhalb der Programmiersprache Java für Namensdienste und Verzeichnisdienste. Mit Hilfe dieser Schnittstelle können Daten und Objektreferenzen anhand eines Namens abgelegt und von Nutzern der Schnittstelle abgerufen werden.
Die Schnittstelle ist dabei unabhängig von der tatsächlichen Implementierung. Vielmehr ist JNDI ein sogenanntes Service Provider Interface (SPI), das Herstellern erlaubt, eigene Lösungen in dieses Framework einzubinden.
In der Praxis wird JNDI vor allem zum Auffinden von Datenbanken und Registrierung verteilter Objekte in einem Netzwerk und Aufruf über Remote Method Invocation (RMI) verwendet.
Die API enthält:
- einen Mechanismus zur Bindung eines Objekts an einen Namen
- Methoden für den Abruf von Informationen anhand eines Namens
- ein Ereigniskonzept, über das Clients über Änderungen informiert werden
- spezielle Erweiterungen für LDAP-Funktionalitäten

JNDI erlaubt die Unterstützung praktisch aller Arten von Namens- und Verzeichnisdiensten, insbesondere von:
- Lightweight Directory Access Protocol (LDAP)
- Domain Name System (DNS)
- Network Information Service (NIS)
- Common Object Request Broker Architecture (CORBA) Namensdienst
- Dateisystem

## JNDI Lookup
Lookup (englisch für Nachschlagen) ist der Vorgang, mit dem die benannten Objekte ermittelt werden.
In JNDI werden die Namen hierarchisch angeordnet. Namen sind üblicherweise Strings wie „com.mydomain.MyBean“, können aber auch beliebige Objekte sein, die die Schnittstelle javax.naming.Name implementieren. Im Namens- bzw. Verzeichnisdienst ist für jeden Namen entweder das ihm zugeordnete Objekt selbst gespeichert oder eine JNDI-Referenz auf das zugeordnete Objekt. Die Programmierschnittstelle von JNDI („JNDI API“) definiert, wo nach dem Objekt zu suchen ist. Der initiale Kontext ist dafür üblicherweise der Startpunkt.
Im einfachsten Fall genügt ein initialer Kontext, um nach einem Namen zu suchen:
```
Hashtable
 
args
 
=
 
new
 
Hashtable
();

// zunächst muss die Kontext-Factory und somit die

// Implementierung des JNDI-Providers definiert werden:

args
.
put
(
Context
.
INITIAL_CONTEXT_FACTORY
,
 
"com.jndiprovider.TheirContextFactory"
);

// dann die URL, die definiert wo die Daten zu finden sind:

args
.
put
(
Context
.
PROVIDER_URL
,
 
"jndiprovider-database"
);

// damit bekommt man im einfachsten Fall den initialen Kontext:

Context
 
myCurrentContext
 
=
 
new
 
InitialContext
(
args
);

// mit Hilfe dieses Kontextes kann man dann Objekte,

// die zuvor an den Kontext gebunden wurden, finden:

Object
 
reference
 
=
 
myCurrentContext
.
lookup
(
"com.mydomain.MyBean"
);

```